# Pernilla August
Mia Pernilla August, ogift Wallgren men ursprungligen Hertzman-Ericson, under en tid Östergren, född 13 februari 1958 i Katarina församling, Stockholm, är en svensk skådespelare och regissör.

## Biografi
Pernilla August är barnbarnsbarn till författaren Gurli Hertzman-Ericson, och hennes ursprungliga efternamn var Hertzman-Ericson, men hon fick sedermera sin styvfars namn Wallgren, som hon var känd under före sitt första äktenskap 1982–1989 med författaren Klas Östergren. Hon var gift 1991–1997 med regissören Bille August och sammanlevde senare med fotografen Charlie Drevstam. Sedan 2022 är hon gift med konservatorn Isac Larsson som hon känt sedan de gick i småskolan tillsammans. Hon har varit professionellt verksam under efternamnen Wallgren, Östergren och August. Hon har tre döttrar, scenografen Agnes Östergren samt skådespelarna Alba August och Asta Kamma August.

### Skådespeleri
Som barn vid omkring 9 års ålder deltog August i dramaundervisning på Vår teater, där hon spelade i Astrid Lindgrens pjäs Huvudsaken är att man är frisk.
Hon filmdebuterade i en liten roll i Roy Anderssons film Giliap (1975), och efter gymnasiet arbetade hon en tid med funktionsnedsatta barn. Hon gick ut Teaterhögskolan i Stockholm 1982.
Under sin skoltid där utvaldes hon av regissören Ingmar Bergman att spela barnflickan Maj i storfilmen Fanny och Alexander (1982). Detta gav henne stor internationell uppmärksamhet och blev början på ett längre samarbete med bland annat flera uppsättningar på Dramaten, däribland mot Peter Stormare, som Ofelia, i den världsturnerande Hamlet, som Nora i Ett dockhem,  Vintersagan, titelrollen i Maria Stuart och Gengångare. Efter examen 1982 arbetade hon ett par år med regissören Peter Oskarsson vid Folkteatern i Gävleborg och har sedan 1985 tillhört ensemblen vid Dramaten.
August har även gestaltat Bergmans filmiska mor Karin Bergman i tre TV-produktioner. Den dåvarande maken Bille August regisserade serien Den goda viljan (1991), för vilken hon bland annat utsågs till Bästa kvinnliga skådespelare vid Cannesfestivalen (1992) och en dito Guldbagge samma år. Hon spelade sedan samma roll mot bland andra Samuel Fröler och Max von Sydow i Enskilda samtal (1996) i regi av Liv Ullmann samt i den av Bergman regisserade TV-pjäsen Larmar och gör sig till (1997).
Rollen som Ofelia gjorde hon även redan i Ragnar Lyths TV-film Den tragiska historien om Hamlet – prins av Danmark (1985). Hon har också arbetat med regissörer som Vilgot Sjöman, Bo Widerberg, Lasse Hallström, Colin Nutley och Björn Runge samt medverkat i ett antal utländska filmer, som Maria, Jesu moder (1999), där hon delade titelrollen den med Melinda Kinnaman, norska Jag är Dina (2002) och danske Per Flys Dråpet (2005).
Hon är kanske internationellt mest känd för rollen som Anakin Skywalkers mor Shmi Skywalker i Star Wars: Episod I – Det mörka hotet (1999) och Star Wars: Episod II – Klonerna anfaller (2002). Hon återvände som en cameoröst i TV-serien Star Wars: The Clone Wars som Shmi Skywalker i avsnittet "Overlords". Rollen fick hon efter kontakter med Rick McCallum som hon lärt känna i samband med en mindre roll i Indiana Jones äventyr, och han föreslog henne för rollen som Shmi.
Hösten 2008 medverkade hon i pjäsen Blommor av stål på Vasateatern i Stockholm tillsammans med bland andra Suzanne Reuter, Melinda Kinnaman, Gunilla Nyroos, Linda Ulvaeus och Cecilia Nilsson.

### Regi och manusarbete
August debuterade som regissör med kortfilmen Blindgångare 2005. 2010 regisserade hon och skrev manus till långfilmsdramat Svinalängorna som överlag fick stort beröm. Filmen tilldelades Guldbaggen för Bästa regi, samt ytterligare flera nomineringar vid Guldbaggegalan 2011. Till den danska tv-serien Arvingarna (2014) var hon en av regissörerna och delaktig i utformningen av serien. År 2016 regisserade hon Den allvarsamma leken efter Hjalmar Söderbergs roman med samma namn, tillsammans med Lone Scherfig som manusförfattare.
Hösten 2018 debuterade hon även som teaterregissör på Dramaten samt Riksteatern med en dramatisering av Linn Ullmanns bok De oroliga, om författarens liv i relationen till sina föräldrar Ingmar Bergman och Liv Ullmann.

## Priser och utmärkelser

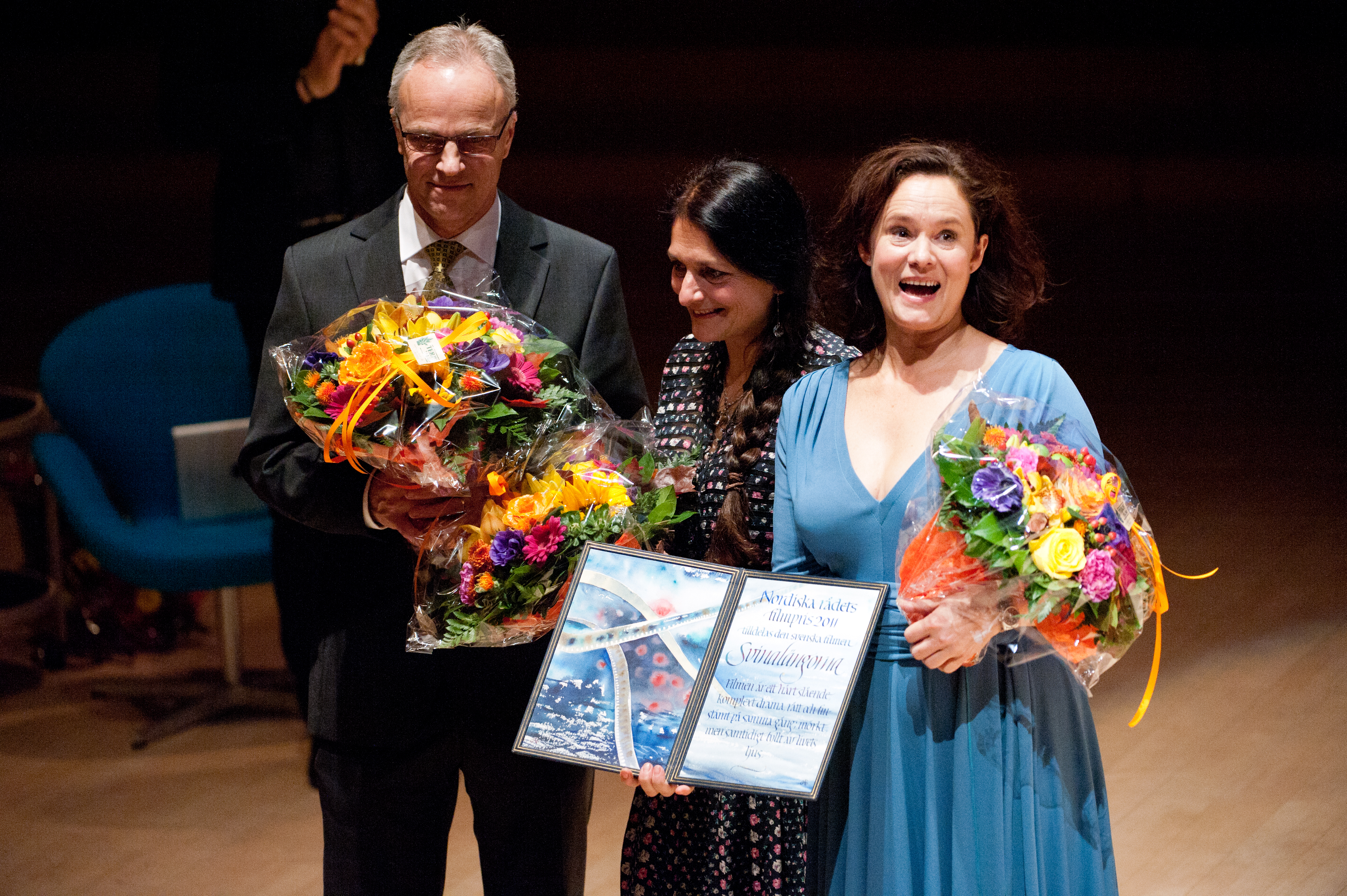
Pernilla August (till höger), vinnare av Nordiska rådets filmpris 2011.

Utöver nämnda utmärkelser har hon erhållit bland annat Teaterförbundets Gösta Ekman-stipendium 1998, 1999 års Guldbagge för bästa kvinnliga biroll i Richard Hoberts Där regnbågen slutar, den kungliga medaljen Litteris et Artibus 2002, O'Neill-stipendiet 2002 (Dramaten), Region Skånes kulturpris 2010, Per Ganneviks stipendium 2016 och flera andra internationella priser och nomineringar.
Vid nyårsafton 2016 läste August den traditionsenliga Alfred Tennysons dikt Nyårsklockan vid nyårsfirandet på Skansen.
Lunds universitet tillkännagav 2023 att Pernilla August blir hedersdoktor vid konstnärliga fakulteten 2024.

## Filmografi
| - 1975 – Giliap - 1979 – Linus eller Tegelhusets hemlighet - 1981 – Tuppen - 1982 – Fanny och Alexander - 1983 – Alfred Nobel - Mr Dynamite - 1983 – Herr Sleeman kommer - 1984 – Hur ska det gå för Pettersson? (TV-teater) - 1984 – Blomsterbudet - 1985 – Den tragiska historien om Hamlet – prins av Danmark - 1986 – Ormens väg på hälleberget - 1987 – Ägget - 1989 – Vildanden (TV-pjäs) - 1989 – Den döende dandyn - 1991 – Den goda viljan (TV-serie) - 1993 – Indiana Jones äventyr (TV-serie) - 1995 – En nämndemans död (TV-serie) - 1996 – Enskilda samtal - 1996 – Jerusalem - 1997 – Larmar och gör sig till - 1997 – Den sista yankeen - 1997 – Persons parfymeri - 1998 – Glasblåsarns barn - 1998 – Kök - 1998 – Sista kontraktet - 1999 – Där regnbågen slutar | - 1999 – Star Wars: Episod I – Det mörka hotet - 1999 – Offer och gärningsmän - 1999 – Maria, Jesu mor - 2000 – Ljuset håller mig sällskap - 2000 – Gossip - 2000 – Födelsedagen - 2000 – Dinosaurier (Röst till Plio) - 2000 – Anna - 2001 – Hr.Boe & Co.'s Anxiety - 2001 – Sprängaren - 2002 – En kärleksaffär - 2002 – Star Wars: Episod II – Klonerna anfaller - 2002 – Jag är Dina - 2002 – Alla älskar Alice - 2002 – Karlsson på taket - 2003 – Om jag vänder mig om - 2003 – Heliga Birgitta 1303-1373 - 2003 – Detaljer - 2003 – Eiffeltornet - 2003 – Jag kommer hem igen till jul - En julkonsert - 2003 – Håkan Bråkan - 2004 – Rancid - 2004 – Dag och natt - 2004 – Spår - 2004 – Det levande slottet (Röst till Suliman) - 2005 – Blindgångare (regi) | - 2005 – Dråpet - 2005 – Doxa - 2005 – Mun mot mun - 2006 – Den som viskar (TV-serie) - 2006 – Sök - 2007 – Flickan och räven - 2007 – Föreställningar - 2007 – Elias och kungaskeppet - 2009 – Kenny Begins - 2009 – Miss Kicki - 2009 – Det enda rationella - 2010 – Svinalängorna (regi och manus) - 2011 – Star Wars: The Clone Wars (TV-serie) - 2011 – Far til fire - tilbage til naturen - 2012 – Dom över död man - 2012 – Hamilton – I nationens intresse - 2012 – Call Girl - 2014 – Gentlemen - 2016 – Gentlemen & Gangsters (TV-serie) - 2016 – Den allvarsamma leken - 2017 – Glitch - 2019 – Britt-Marie var här - 2019 – Kulturfrågan Kontrapunkt (TV-serie) - 2019 – Allt jag inte minns (TV-serie) - 2020 – Vikingarnas sista resa (TV-serie) berättarröst - 2020 – Utredningen (TV-serie) - 2021 – Young Royals (TV-serie) - 2023 – Händelser vid vatten (TV-serie) - 2023 – Jana – Märkta för livet (TV-serie) - 2024 – Ronja Rövardotter (TV-serie) - 2025 – Koka björn (TV-serie) |

## Teater

### Roller (ej komplett)
| År   | Roll                       | Produktion                                        | Regi              | Teater                  |
| ---- | -------------------------- | ------------------------------------------------- | ----------------- | ----------------------- |
| 1981 | Arbetare                   | Heliga Johanna från slakthusen                    |                   | Dramaten                |
| 1985 | Indras dotter              | Ett drömspel August Strindberg                    | Peter Oskarson    | Folkteatern i Gävleborg |
| 1986 | Hon (Viktoria) Den nygifta | Ett drömspel                                      |                   | Dramaten                |
| 1986 | Clotilde, döden            | Ett gästabud i pestens tid                        |                   | Dramaten                |
| 1986 | Ofelia                     | Hamlet                                            |                   | Dramaten                |
| 1987 | Snottra, en tärna          | Thorsten fiskare                                  |                   | Dramaten                |
| 1987 | Adolfine                   | Drottningens juvelsmycke Carl Jonas Love Almqvist | Peter Oskarson    | Dramaten                |
| 1988 | Fru Kristina, Olofs mor    | Mäster Olof August Strindberg                     | Lennart Hjulström | Dramaten                |
| 1989 | Nora                       | Ett dockhem Henrik Ibsen                          | Ingmar Bergman    | Dramaten                |
| 1994 | Hermione                   | Vintersagan                                       |                   | Dramaten                |
| 1996 | Patricia Hamilton          | Den siste Yankeen                                 |                   | Dramaten                |
| 2000 | Maria Stuart               | Maria Stuart, drottning av Skottland              |                   | Dramaten                |
| 2002 | Fru Helene Alving          | Gengångare                                        |                   | Dramaten                |

### Regi (ej komplett)
| År   | Produktion            | Upphovsmän                                   | Teater   |
| ---- | --------------------- | -------------------------------------------- | -------- |
| 2018 | De oroliga De urolige | Linn Ullmann Dramatisering Karen-Maria Bille | Dramaten |

## Priser och utmärkelser
- Guldbagge (1992) Bästa skådespelerska, Den goda viljan
- Guldbagge (2000) Bästa kvinnliga biroll, Där regnbågen slutar
- Guldbagge (2011) Bästa regi, Svinalängorna
- Silver Hugo (1997) Bästa skådespelerska, Enskilda samtal
- Festivalpris (Valladolid) (1997) Bästa skådespelerska, Enskilda samtal
- Festivalpris (Cannes) (1992) Bästa skådespelerska, Den goda viljan[10]
- Festivalpris (Viareggio) (1997) Bästa skådespelerska, Enskilda samtal
- Guldbaggenominerad (2004) Bästa kvinnliga biroll, Om jag vänder mig om
- Region Skånes kulturpris (2010)
- Guldbaggenominerad (2013) Bästa kvinnliga huvudroll, Call Girl
- Guldbaggenominerad (2011) Bästa manuskript, Svinalängorna
- Guldbaggenominerad (2011) Bästa kvinnliga huvudroll, Miss Kicki
- Guldbaggenominerad (2004) Bästa skådespelerska, Detaljer
- Pris (Rouen, Frankrike) (2004) Bästa kvinnliga skådespelare, Om jag vänder mig om
- Festivalpris (Cinema Tout Ecran, Genève) (2004) Bästa kvinnliga skådespelerska, Detaljer
- Nominerad till Robert (2004) Bästa kvinnliga biroll Dag och natt
- Nominerad till Robert (2005) Bästa kvinnliga biroll Dråpet
- Venedig Film Festival Christopher D. Smithers Foundation Special Award för Svinalängorna (2010)
- Venedig Film Festival International Critics 'Week Award för Svinalängorna (2010)
- National Society of Film Critics Awards, bästa skådespelerska, tredje plats för Den goda viljan delat med Li Gong för Den röda lyktan.
- Nordiska filmdagarna Lübeck, NDR Promotion Prize för Svinalängorna (2010)
- Chigaco International Film Festival, Best Ensemble Acting (2004) för Dag och natt delat med: Mikael Persbrandt, Sam Kessel, Maria Bonnevie, Michael Nyqvist, Lena Endre, Hans Alfredson, Fares Fares, Marie Göranzon, Tuva Novotny och Erland Josephson
- 2004 Berlin International Film Festival, Silver Berlin Bear Outstanding Artistic Achievement för Om jag vänder mig om delat med: Leif Andrée, Jan Coster, Jakob Eklund, Ingvar Hirdwall, Magnus Krepper, Johan Kvarnström, Camilla Larsson, Marika Lindström, Peter Lorentzon, Hampus Penttinen, Ann Petrén, Marie Richardson, Jenny Svärdsäter och Claes-Göran Turesson
- 2000 Academy of Science Fiction, Fantasy and Horror Films nominerad Saturn Award Bästa kvinnliga biroll för Star Wars: Episod I - Det mörka hotet
- 2000 Blockbuster Entertainment Award nominerad Favourite Supporting Actress- Action Star Wars: Episod I - Det mörka hotet
- Hamburg Film Festival Foreign Press Award för Svinalängorna (2010)
- Hamburg Film Festival nominerad Critics Award Best Film för Svinalängorna (2010)
- São Paulo International Film Festival Special Jury Award Best Fictional Film för Svinalängorna (2010)
- São Paulo International Film Festival nominerad International Jury Award Best Film för Svinalängorna (2010)